# Dos mujeres (película de 1999)
Dos mujeres (Do zan) es una película iraní, escrita y dirigida por Tahminé Milaní en el año 1999.
Dos mujeres esboza la vida de dos prometedoras estudiantes de arquitectura iraníes a principios de los años 80, durante los turbulentos primeros años de la República Islámica. La película retrata la configuración de tradiciones que oprime a las mujeres y les impide realizar todo su potencial. En una extensa entrevista, Tahminé Milaní dijo que los nombres de las dos mujeres (Fereshté, «ángel» y Ro’yá «visión») aluden a dos posibles trayectos vitales femeninos diferentes. La película ganó el premio al mejor guion en el teheraní Festival de Cine de Faŷr en 1999, así como el de Mejor Actriz para Nikí Karimí en el Festival de Cine de Taormina.

## Trama
El filme comienza siendo amigas Fereshté (Nikí Karimí) y Royá (Merilá Zareí) desde hace unos catorce años, cuando eran estudiantes de arquitectura en una universidad de Teherán. Una serie de analepsis ilustran sucesos de la vida de Fereshté, a través de recuerdos de las dos amigas, en estos años transcurridos.
Fereshté, nacida de una familia muy humilde de Ispahán, es una estudiante brillante que rebosa de esperanza y expectativas ante su futuro y lo que desea hacer por su familia tras licenciarse. Esta situación la lleva incluso a rechazar la propuesta de matrimonio (transmitida por una intermediaria femenina) de un estudiante de último año de Mecánica de su última universidad, hijo de un catedrático acaudalado. Fereshté se mantiene dando clases particulares a otras estudiantes. Royá, de familia rica, es una de sus alumnas, y así es como se desarrolla entre ellas una profunda amistad.
Fereshté sufre el acoso de Hasán (Mohammad Rezá Forután), joven obsesivo dispuesto a no parar ante nada para atraer su atención y, según dice él mismo, desposarla. Hasán ocasiona numerosos problemas, incluyendo graves heridas infligidas arrojando ácido a un primo de Fereshté al confundirlo con un novio de ella. Este episodio induce al padre de Fereshté (Rezá Jandán) a forzarla a regresar a su hogar en Isfahán, puesto que aún a pesar de vivir Fereshté de manera independiente en una residencia universitaria, está a cargo de su tío paterno, residente en la capital. El padre cree que los actos del acosador han sido provocados por algún comportamiento inapropiado de su hija.
Estos acontecimientos se producen en el período en que las autoridades revolucionarias cierran las universidades (segunda mitad de 1979), por lo que Fereshté no experimenta su partida de Teherán como un gran trastorno vital, sino como algo temporal que no afectará de modo significativo a sus estudios ni a sus planes de futuro. El acosador sigue a Fereshté a Isfahán y allí provoca, persiguiendo su coche en motocicleta, un cruento accidente que afecta a dos niños que jugaban al fútbol en la calle.
Ahmad (Atila Pesianí) ayuda a Fereshté y a su familia con los aspectos legales del proceso derivado del accidente, y pide la mano de Fereshté. Tras una vehemente negativa inicial, Ahmad obtiene el consentimiento prometiéndole apoyarla en sus planes de continuar con sus estudios tras reabrirse las universidades. Sin embargo, tras la boda, resulta ser un marido extremadamente celoso que impide a Fereshté todo contacto con el mundo exterior no expresamente aprobado por él, incluida su relación con Royá. Pese a no conocerla en absoluto, Ahmad odia a Royá de manera visceral, identificándola con la encarnación de la sociedad liberal que él detesta.
Fereshté solicita el divorcio en el juzgado, pero el juez desestima el trámite con el argumento de que ninguno de los actos de su marido, pese a tenerla asfixiada en lo emocional y lo intelectual, bastan para que un tribunal le conceda el divorcio. El juez basa su decisión en las respuestas negativas de Fereshté a una serie de preguntas, como si el marido es violento, si es infiel, si consume drogas, etc. Ante la insistencia de Fereshté y su apelación a la humanidad del juez, éste la intima a que no malgaste el tiempo del tribunal. 
Pese a no verse en ningún momento a Ahmad golpeando a Fereshté, en realidad sí es un hombre violento que abusa constantemente de ella de palabra, blandiendo a menudo un cuchillo de cocina ante ella. La directora Milaní muestra así cómo la violencia conyugal es mal reconocida incluso por sus propias víctimas. Fereshté y su marido tienen dos hijos, ambos adolescentes cuando las dos amigas se reencuentran catorce años después, que aparentan amar a sus padres por igual, pero en su fuero interno están del lado de su madre que, entre otras cosas, les enseña lo mejor de lo que es capaz.
Un encuentro fortuito de Fereshté, Hasán (aún obsesionado con ella tras salir de cumplir trece años de cárcel) y Ahmad resulta fatal para los tres.